# Jardim de flores

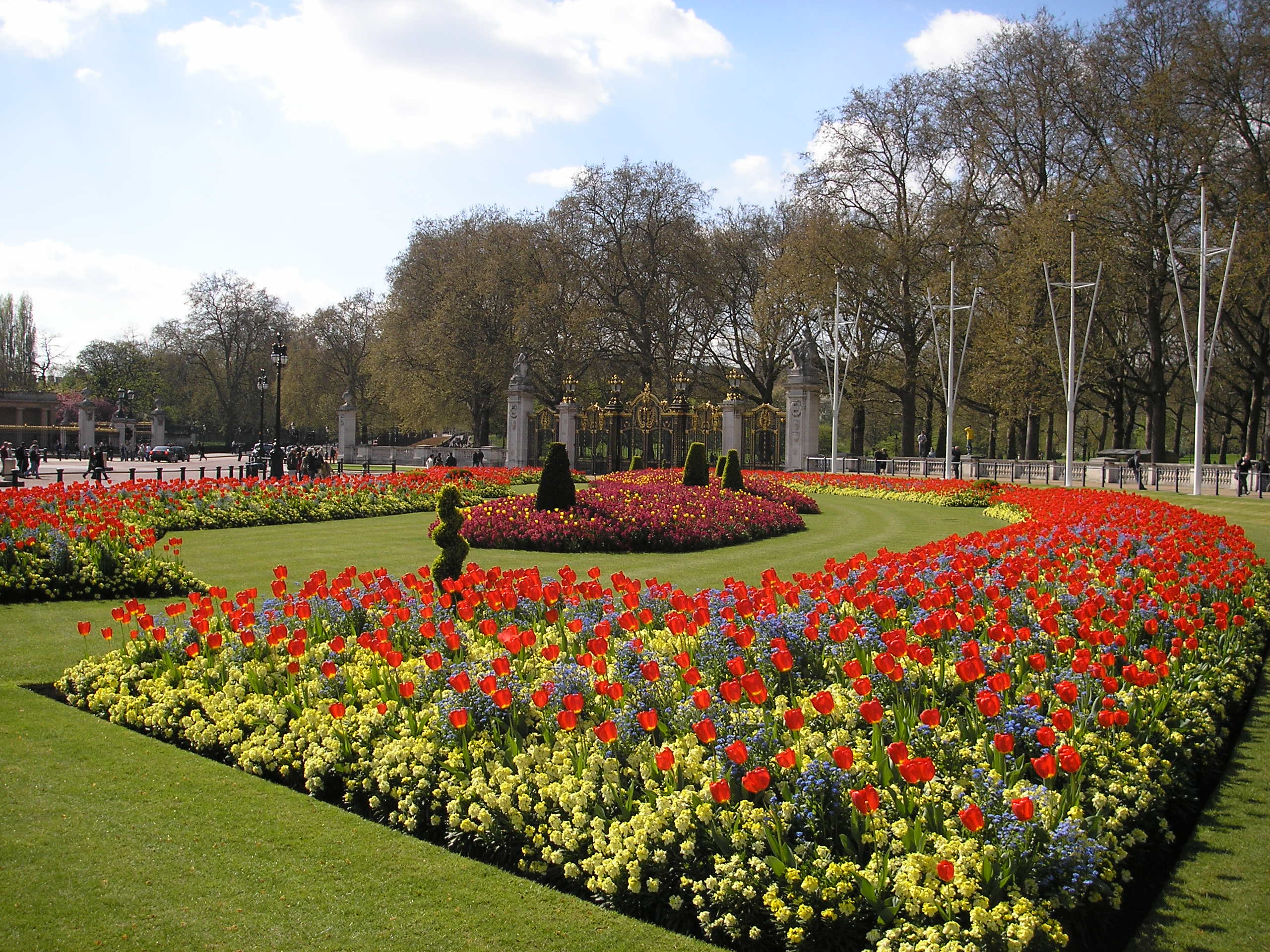
Jardim de flores em Londres.

Um jardim de flores é qualquer jardim onde flores são cultivadas para propósitos decorativos. Como as plantas florescem em variados períodos do ano, e algumas são anuais, morrendo a cada inverno, o planejamento de jardins de flores leva em consideração uma determinada sequência de florescência, com uma consistente combinação de cores ao longo das estações.